# American Cancer Society

Das Logo der Organisation

Die American Cancer Society (ACS) ist eine 1913 gegründete medizinische Organisation in den Vereinigten Staaten. Laut Eigendarstellung ist sie eine „überregionale, auf der Gemeinschaft beruhende freiwillige Gesundheitsorganisation ist, die dazu bestimmt ist, Krebs als ein Hauptgesundheitsproblem aus der Welt zu schaffen durch das Verhindern von Krebs, Retten von Leben, Verringern des Leidens durch Krebs durch Forschung, Schulung, Verteidigung und Einsatz.“ Der Verband mit Sitz in Atlanta hat Zweigstellen in allen 50 Bundesstaaten sowie Puerto Rico in über 3.400 lokalen Büros.
Die Gesellschaft wurde 1913 als American Society for the Control of Cancer (ASCC) von 15 Medizinern und Geschäftsmännern in New York City gegründet. Sie nahm ihren aktuellen Namen im Jahr 1945 an.
Die Aktivitäten schließen das Bereitstellen von Zuschüssen an Forscher, das Ausführen öffentlicher Gesundheitskampagnen und die Organisation des Great American Smokeout mit ein.